# Toxicovigilance
Dans le domaine des risques chimiques, la toxicovigilance désigne les dispositifs techniques et humains de suivi des effets toxiques pour l'homme d'un produit, d'une substance (naturelle ou de synthèse), d'un mélange de produits ou d'une pollution, aux fins de mener des actions d'alerte, de prévention, de formation et d'information.
En France, la toxicovigilance a pour objet « la surveillance et l'évaluation des effets toxiques pour l'homme, aigus ou chroniques, de l'exposition à un mélange ou une substance, naturelle ou de synthèse, disponible sur le marché ou présent dans l'environnement. Cette activité recouvre la collecte d'informations, leur analyse et l'alerte permettant la mise en œuvre d'actions de prévention ».

## Enjeux
La vigilance toxicologique est indispensable à la connaissance et à l'amélioration des connaissances des effets toxiques des substances et mélanges sur l'homme, pour une meilleure prise en charge médicale des personnes intoxiquées. Les observations d'exposition et d'intoxication accidentelles ou volontaires, leur analyse en termes de circonstances d'exposition, d'imputabilité et de gravité, permettent une meilleure prévention et une meilleure prise en charge thérapeutique.
Un autre enjeu est de prévenir les accidents toxicologiques plutôt que d'avoir à les guérir.
Dans le domaine pharmacologique et de la pharmacovigilance, les médicaments ne sont testés chez l'homme qu'au cours des phases de développement et d'essais cliniques.

## En Europe
Plusieurs règlements et/ou directives européennes sont directement concernés, portant sur les substances chimiques, les biocides et autres préparations dangereuses et plus généralement sur le risque chimique, dont :
- le règlement (CE) n° 1907/2006 modifié du Parlement européen et du Conseil du 18 décembre 2006 relatif à l'enregistrement, l'évaluation et l'autorisation des substances chimiques ;
- le règlement (CE) n° 1272/2008 modifié du Parlement européen et du Conseil du 16 décembre 2008 relatif à la classification, l'étiquetage et l'emballage des substances et des mélanges, notamment son article 45 ;
- le règlement (CE) n° 528/2012 du Parlement européen et du Conseil du 22 mai 2012 concernant la mise à disposition sur le marché et l'utilisation des produits biocides ;
- la directive 98/8/CE du Parlement européen et du Conseil du 16 février 1998 concernant la mise sur le marché des produits biocides ;
- la directive 98/34/CE du Parlement européen et du Conseil du 22 juin 1998 prévoyant une procédure d'information dans le domaine des normes et réglementations techniques et des règles relatives aux services de la société de l'information, ainsi que la notification n° 2010/587/F adressée à la Commission européenne ;
- la directive 1999/45/CE du Parlement européen et du Conseil du 31 mai 1999 modifiée concernant le rapprochement des dispositions législatives, réglementaires et administratives des États membres relatives à la classification, à l'emballage et à l'étiquetage des préparations dangereuses

## En France
La toxicovigilance est dans ce pays définie par décret en 2003 qui lui donne pour objet de surveiller des effets toxiques pour l'homme d'un produit, d'une substance ou d'une pollution aux fins de mener des actions d'alerte, de prévention, de formation et d'information. (Art. R. 1341-11). Trois codes législatifs sont concernés (code de la santé publique, code du travail et code de l'environnement).

### Contenu
La toxicovigilance comporte (Art. R. 1341-12) :
1. Le signalement par les professionnels de santé et les organismes mentionnés à l'article R. 1341-22 de toute information relative aux cas d'intoxications aiguës ou chroniques et aux effets toxiques potentiels ou avérés résultant de produits ou de substances naturels ou de synthèse ou de situations de pollution, à l'exception de celles relevant de systèmes nationaux particuliers de vigilance, notamment celui de pharmacovigilance ; Le signalement doit être fait sans délai dans les cas graves, quand il y a « Décès ; Mise en jeu du pronostic vital ; Incapacité temporaire ou permanente ; Hospitalisation de plus de vingt-quatre heures » ; 
Doivent aussi être déclarés : {{« 1° Les cas d'intoxication faisant l'objet des dispositifs de surveillance spécialisée mentionnés sur une liste fixée par arrêté du ministre chargé de la santé ;  « 2° Les cas d'intoxication qui, bien que ne répondant pas à l'un des critères mentionnés au I, leur paraissent avoir un caractère inhabituel ou présenter un risque pour la santé publique.}}

1. L'expertise, l'enregistrement et l'exploitation de ces informations scientifiques et statistiques ainsi que de celles détenues par l'organisme agréé prévu à l'article L. 1342-1 ;
2. La réalisation et le suivi d'études ou de travaux dans le domaine de la toxicité pour l'homme d'un produit, d'une substance ou d'une pollution.

### Organisation, responsabilités et gouvernance du système de toxicovigilance
Elles sont principalement basées sur le réseau national composé de 3 grands acteurs :
1. centre antipoison et de toxicovigilance[3]
2. agences régionales de santé (ARS)[3]
3. l'Institut de Veille Sanitaire (InVS) qui coordonne les deux acteurs précédents selon des missions respectives précisées par un décret de 2014 (CSP, art. R.1341-18[3])

D'autres acteurs et parties prenantes sont :
1. la Commission nationale de toxicovigilance (définie par l'article D. 1341-20), le comité technique de toxicovigilance ;
2. les organismes chargés de la toxicovigilance (définis à l'article R. 1341-26) ;
3. les agences de sécurité sanitaire (articles L. 1313-1 et L. 5311-1) ;
4. les professionnels de santé et les fabricants, importateurs, utilisateurs en aval et distributeurs de substances ou de mélanges ;
5. l'organisme chargé de la gestion du système d'information mentionné à l'article R. 1341-28.

L'article L1341-1 du code de la Santé publique  précise que les fabricants, importateurs ou distributeurs qui mettent sur le marché une substance ou un mélange communiquent, dès qu'ils en reçoivent la demande, aux organismes chargés de la toxicovigilance les informations nécessaires utiles à prévenir les expositions ou à traiter les intoxications, notamment en cas d'urgence.

En outre ils doivent notifier au réseau de toxicovigilance les cas d'intoxication humaines dont ils ont connaissance.
L'article L1341-2 du code de la Santé publique  fait obligation aux professionnels de santé de notifier les cas d'intoxication dont ils ont connaissance.

### Système d'information et informations à déclaration obligatoire
Est défini comme cas d'intoxication à déclaration obligatoire : toute « survenue de tout effet toxique pour l'homme faisant suite à une exposition unique ou répétée à un mélange ou une substance, naturelle ou de synthèse, disponible sur le marché ou présent dans l'environnement ».
Le décret de 2014 précise également :
- les conditions de déclarations des mélanges dangereux aux organismes chargés de la toxicovigilance[4] ;
- l'information des autorités pour la prévention des risques chimiques (art. R.4411-42 et suivants du Code du travail) : ainsi, l'organisme [fabricants, importateurs ou tout responsable de la mise sur le marché de substances ou de mélanges dangereux] est habilité à fournir à toute personne qui en fait la demande et intéressée par la protection des travailleurs, notamment au médecin du travail et aux membres des comités d'hygiène et de sécurité des conditions de travail, les renseignements qu'il détient relatifs :
- « aux dangers que présente une substance ou un mélange qui la contient » ;
- « aux précautions à prendre dans son emploi, son stockage, son transport ou son élimination »;
- « à la nature et à la teneur de toute substance dangereuse contenue dans un mélange, à l'exclusion des informations relevant du secret industriel et commercial ».

Pour prévenir les risques d'intoxication et mieux les soigner, le décret du 14 février 2014 impose aux fabricants, importateurs ou utilisateurs en aval, selon certaines modalités de déclaration de déclarer (déclaration obligatoire) des cas d'intoxication par les professionnels de santé et par les responsables de la mise sur le marché de substances ou mélanges.
Un système d'information de la toxicovigilance a été institué, qui doit intégrer toutes les données relatives aux cas d'intoxication et celles relatives aux substances et aux mélanges. Ce système assure les échanges sécurisés de données entre les personnes physiques et morales concernées
Les professionnels de santé : ils doivent déclarer sans délai à l'organisme chargé de la toxicovigilance territorialement compétent tout cas d'intoxication humaine qu'ils constatent et présentant pour la personne intoxiquée l'un des critères de gravité fixés par le décret.
Les responsables de la mise sur le marché : Le fabricant, l'importateur, l'utilisateur en aval ou le distributeur d'une substance ou d'un mélange déclare sans délai à l'organisme chargé de la toxicovigilance territorialement compétent en vertu de l'article R. 1341-27 tout cas d'intoxication humaine lié à cette substance ou à ce mélange, porté à sa connaissance.
Ces deux acteurs doivent fournir, à la demande des organismes chargés de la toxicovigilance, des agences régionales de santé ou de l'Institut de veille sanitaire, toute information complémentaire dont ils ont connaissance sur les cas qu'ils ont déclarés et sur les cas qui ont fait l'objet d'une déclaration par un tiers.
l'organisme chargé de la toxicovigilance territorialement compétent (article L. 4411-4 du Code du travail) est « habilité à fournir aux inspecteurs du travail, aux médecins inspecteurs du travail, à un médecin du travail désigné par la Caisse centrale de mutualité agricole, aux ingénieurs de prévention ou techniciens régionaux des directions régionales des entreprises, de la concurrence, de la consommation, du travail et de l'emploi, aux ingénieurs-conseils des caisses d'assurance retraite et de la santé au travail et aux conseillers en prévention mentionnés aux articles L. 724-8 et L. 724-9 du code rural et de la pêche maritime tout renseignement qu'il détient sur la composition des mélanges. Les demandes de renseignement au titre du présent article sont faites par écrit à l'organisme compétent qui les enregistre ».